# L'Homme qui vint dîner
Pour plus de détails, voir Fiche technique et Distribution.
L'Homme qui vint dîner (The Man Who Came to Dinner) est un film américain en noir et blanc réalisé par William Keighley, sorti en 1942.
Le film suit Sheridan Whiteside, un conférencier excentrique et populaire, qui retourne dans sa région natale afin d'y recevoir une récompense. Invité en compagnie de sa secrétaire chez un riche propriétaire local, il est forcé d'y séjourner à cause d'une jambe cassée.

## Synopsis
En passant par une petite ville de l'Ohio lors d'une tournée de conférences à travers le pays, la personnalité notoirement acerbe de la radio new-yorkaise Sheridan Whiteside, se brise la hanche après avoir glissé sur les marches glacées de la maison des Stanley. Il s'agit d'une famille éminente de l'Ohio avec qui il est censé dîner pour faire, en réalité, un coup publicitaire. Il insiste ainsi pour rester chez eux pendant les vacances de Noël jusqu'à ce que sa hanche aille mieux. Bientôt, sa forte autorité égocentrique en vient à dominer et à régenter la vie de tous les résidents de la maison. Il encourage de cette façon les enfants, Richard et June Stanley, à poursuivre leurs rêves, à la grande consternation de leur père plus conventionnel, Ernest Stanley.
Pendant ce temps, l'assistante célibataire de Whiteside, Maggie Cutler, se trouve attirée par le journaliste local Bert Jefferson. Quand ce dernier lui lit sa pièce de théâtre, elle est tellement impressionnée qu'elle demande à son patron de la montrer à ses contacts, puis annonce qu'elle quittera son emploi et épousera Bert. Cependant, son patron répugne à perdre un assistant aussi efficace et fait de son mieux pour saboter cette romance florissante. Il exagère également les effets de ses blessures pour pouvoir rester dans la maison plus longtemps encore. De fait, il va suggérer à l'actrice Lorraine Sheldon, de séduire Bert. Elle le convainc de passer du temps avec elle pour réussir son entreprise de séduction. Lorsque Maggie se rend compte que Whiteside est derrière ce stratagème sournois, elle démissionne immédiatement. Légèrement décontenancé Whiteside concocte un nouveau plan pour écarter cette fois Lorraine de Bert mais cette fois avec l'aide de son ami Banjo. Ils piègent ainsi Lorraine dans un sarcophage égyptien que Banjo expédie en Nouvelle-Écosse.
Finalement, excédé par toutes ses manigances ainsi que de ses ingérences et de ses insultes perpétuelles en plus de sa personnalité insupportable, M. Stanley obtient un mandat ordonnant à Whiteside de partir dans les quinze minutes de sa maison ; passé ce délai, il ira en prison. Cependant, jouant jusqu'au bout la montre avec encore quelques secondes à perdre, Whiteside fait chanter M. Stanley pour qu'il abandonne ce mandat. Il le menace en lui disant qu'il permettra à ses enfants de faire ce qu'ils veulent dans la vie tant qu'il ne révélera pas le passé de la sœur de Stanley, Harriet, qui est une meurtrière à la hache infâme. Alors que Whiteside part enfin de la maison, il retombe maladroitement sur les marches glacées des Stanley et est ramené à l'intérieur, à la grande consternation de Stanley.

## Fiche technique
- Titre : L'Homme qui vint dîner
- Titre original : The Man Who Came to Dinner
- Réalisation : William Keighley
- Scénario : Julius J. Epstein et Philip G. Epstein, d'après la pièce de Moss Hart et George S. Kaufman (1939)
- Musique : Friedrich Hollaender
- Direction artistique : Robert M. Haas
- Costumes : Orry-Kelly
- Photographie : Tony Gaudio
- Montage : Jack Killifer
- Producteurs : Jerry Wald, Jack L. Warner (non crédité), Hal B. Wallis (producteur exécutif) et Jack Saper (producteur associé)
- Société de production et de distribution : Warner Bros.
- Pays de production :  États-Unis
- Langue d'origine : anglais américain
- Format : noir et blanc — pellicule : 35 mm — image : 1,37:1 — son : mono (RCA Sound System)
- Genre : comédie romantique, comédie loufoque
- Durée : 112 minutes
- Dates de sortie : 
  - États-Unis : 1er janvier 1942 (New York)
  - France : 19 novembre 1948

## Distribution
- Bette Davis : Maggie Cutler
- Ann Sheridan : Lorraine Sheldon
- Monty Woolley : Sheridan Whiteside
- Richard Travis : Bertram H. 'Bert' Jefferson
- Jimmy Durante : Banjo
- Billie Burke : Daisy Stanley
- Reginald Gardiner : Beverly Carlton
- Elisabeth Fraser : June Stanley
- Grant Mitchell : Ernest W. Stanley
- George Barbier : Dr E. Bradley
- Mary Wickes : l'infirmière Preen
- Russell Arms : Richard Stanley
- Ruth Vivian : Harriet Stanley
- Edwin Stanley : John
- Betty Roadman : Sarah
- Laura Hope Crews : un fan

Acteurs non crédités
- Leslie Brooks : la blonde à Hollywood
- Georgia Carroll (en) : une autre blonde à Hollywood
- Dudley Dickerson : un porteur
- Roland Drew : le journaliste
- Fred Kelsey : le détective